# 1784
1784 (MDCCLXXXIV) a fost un an bisect al calendarului gregorian, care a început într-o zi de miercuri.

## Evenimente

### Ianuarie
- 2 ianuarie: La Sibiu apare Siebenbürger Zeitung, primul ziar din Transilvania.

### Noiembrie
- 1 noiembrie: A izbucnit Răscoala lui Horea, Cloșca și Crișan în satul Curechiu, Hunedoara.

#### Nedatate
- Benjamin Franklin a inventat lentila bifocală, folosită la ochelari.

## Capricornul  (nume real????)
- 2 ianuarie: Ernest I, Duce de Saxa-Coburg și Gotha (d. 1844)
- 28 ianuarie: George Hamilton-Gordon, prim-ministru al Regatului Unit (d. 1860)
- 8 iunie: Marie-Antoine Carême, renumit bucătar-șef al Franței (d. 1833)
- 14 octombrie: Ferdinand al VII-lea al Spaniei (d. 1833)
- 19 octombrie: James Henry Leigh Hunt, poet englez (d. 1859)
- 20 octombrie: Henry Temple, prim-ministru al Regatului Unit (1855-1858), (d. 1865)
- 15 noiembrie: Jérôme Bonaparte, rege al Westfaliei, prinț francez, general și mareșal francez, fratele lui Napoleon I (d. 1860)
- 24 noiembrie: Zachary Taylor, al 12-lea președinte al SUA (1849-1850), (d. 1850)
- 4 decembrie: Ducesa Charlotte Frederica de Mecklenburg-Schwerin, prima soție a regelui Christian al VIII-lea al Danemarcei (d. 1840)
- 13 decembrie: Arhiducele Louis de Austria, fiul împăratului Leopold al II-lea (d. 1864)
- 14 decembrie: Prințesa Maria Antonia de Neapole și Sicilia, fiica regelui Ferdinand I a celor Două Sicilii (d. 1806)
- 24 decembrie: Marea Ducesă Elena Pavlovna a Rusiei, fiica Țarului Pavel I al Rusiei (d. 1803)

#### Nedatate
- Mihail Suțu al II-lea (Mihail Grigore Suțu), domnitor al Valahiei și Moldovei (d. 1864)

## Decese
- 4 februarie: Prințesa Friederike Luise a Prusiei, 69 ani, fiica regelui Frederic Wilhelm I al Prusiei (n. 1714)
- 8 iulie: Torbern Olof Bergman, 49 ani, chimist și mineralog suedez (n. 1735)
- 31 iulie: Denis Diderot, 70 ani, filosof și scriitor francez (n. 1713)
- 14 august: Michael Hißmann, 31 ani, filosof german din Transilvania (n. 1752)